# 杭昱
杭昱，明朝外戚，杭皇后的父亲。
杭昱的女儿为明代宗皇妃，生子朱见济。景泰三年（1452年），代宗想要废太子朱见深（明英宗子）而立己子朱见济，于是废皇后汪氏，册杭妃为皇后。杭昱官至锦衣卫指挥使。其兄杭聚授锦衣千户。杭聚不久去世，皇帝赐赙及祭葬。景泰七年（1456年），杭皇后崩，以其弟杭敏为锦衣百户。明英宗复辟，追夺景帝所任命的外亲官，尤其讨厌杭氏，杭昱已经去世，杭敏削职还乡里。